# Lista odcinków serialu anime Yu Yu Hakusho: Ghost Files

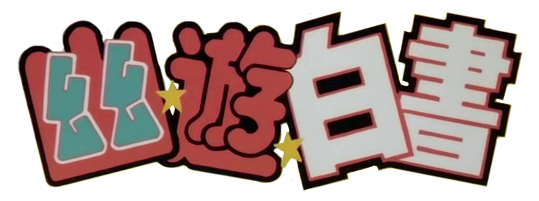
Logo serii

Artykuł zawiera listę wszystkich wyemitowanych odcinków telewizyjnego serialu anime Yu Yu Hakusho: Ghost Files, wyprodukowanego na podstawie mangi autorstwa Yoshihiro Togashiego. Seria po raz pierwszy była emitowana w Japonii od 10 października 1992 roku do 17 grudnia 1994 w stacji Fuji TV.

## Przegląd serii
| Nazwa | Nazwa                 | Odcinki | Premiera serii       | Finał serii      |
| ----- | --------------------- | ------- | -------------------- | ---------------- |
|       | Spirit Detective Saga | 25      | 10 października 1992 | 10 kwietnia 1993 |
|       | Dark Tournament Saga  | 41      | 17 kwietnia 1993     | 29 stycznia 1994 |
|       | Chapter Black Saga    | 28      | 5 lutego 1994        | 13 sierpnia 1994 |
|       | Three Kings Saga      | 18      | 20 sierpnia 1994     | 17 grudnia 1994  |

## Lista odcinków

### Sezon 1: Spirit Detective Saga (1992–93)
| №  | Tytuł | Premiera             |
| -- | --- | -------------------- |
| 1  | Czy ja umarłem? Shindara odoroita! (死んだらオドロいた)                                                  | 10 października 1992 |
| 2  | Spotkanie Koenmy Reikai no Koenma! Fukkatsu e no shiren (霊界のコエンマ! 復活への試練)                   | 17 października 1992 |
| 3  | Męska obietnica Kuwabary Oitsumerareta Kuwabara! Otoko no chikai (追いつめられた桑原! 男の誓い)          | 24 października 1992 |
| 4  | Warunki miłości Atsuki honō! Koibito no kizuna (熱き炎! 恋人のきずな)                                    | 31 października 1992 |
| 5  | Yusuke powraca Yūsuke Fukkatsu! Aratanaru shimei (幽助復活! 新たなる使命)                                | 7 listopada 1992     |
| 6  | Trzy potwory! Sanbiki no yōkai! Hiei Kurama Gōki (三匹の妖怪! 飛影·蔵馬·剛鬼)                            | 14 listopada 1992    |
| 7  | Goki i Kurama Kurama no himitsu?! Haha to ko no kizuna (蔵馬の秘密?! 母と子のきずな)                     | 21 listopada 1992    |
| 8  | Trójoki Hiei Keiko ayaushi! Jaganshi Hiei (螢子あやうし! 邪眼師·飛影)                                    | 28 listopada 1992    |
| 9  | Początek poszukiwań Genkai no keishōsha tournament kaishi (幻海の継承者トーナメント開始)                 | 5 grudnia 1992       |
| 10 | Duchowy miecz Kuwabary Kurayami no shitō! Kuwabara reiki no ken (暗闇の死闘! 桑原·霊気の剣)              | 12 grudnia 1992      |
| 11 | Trudna walka Yusukego Yūsuke kurusen! Kizudarake hangeki (幽助苦戦! 傷だらけの反撃!!)                    | 19 grudnia 1992      |
| 12 | Rando górą i upadek Kuwabary Randō arawaru! Kuwabara munen no haiboku (乱童あらわる! 桑原無念の敗北)     | 26 grudnia 1992      |
| 13 | Yusuke kontra Rando Yūsuke vs. Randō midariretobu yōjitsu (幽助VS乱童 乱れとぶ妖術!!)                    | 9 stycznia 1993      |
| 14 | Bestie z Labiryntowego zamku Meikyū shiro no shiseijū! Reikai e no chōsen (迷宮城の四聖獣! 霊界への挑戦) | 16 stycznia 1993     |
| 15 | Genbu, kamienna bestia Utsukushiki bara no mai! Karei maru kurama (美しきバラの舞! 華麗なる蔵馬)         | 23 stycznia 1993     |
| 16 | Byakko, biały tygrys Tobi yo reiken! Kuwabara otoko no shōbu (伸びよ霊剣! 桑原·男の勝負)                 | 30 stycznia 1993     |
| 17 | Pieczara Byakko Byakko jigoku no otakebi (白虎·地獄の雄叫び)                                             | 6 lutego 1993        |
| 18 | Seiryu, niebieski smok Hiei shusen! Kirisaku ken (飛影出戦! 切り裂く剣)                                  | 13 lutego 1993       |
| 19 | Suzaku, przywódca bestii Saigo no shiseijū suzaku (最後の四聖獣·朱雀!)                                   | 20 lutego 1993       |
| 20 | Siedem sposobów, by umrzeć Okugi gekitotsu! Shichi nin no suzaku (奥義激突! 七人の朱雀)                  | 27 lutego 1993       |
| 21 | Poświęcenie Yusukego Yūsuke inochi o kaketa hangeki (幽助·命を賭けた反撃)                                | 6 marca 1993         |
| 22 | Lamentująca piękność Kanashimi no bishōjo yukina (悲しみの美少女·雪菜)                                   | 13 marca 1993        |
| 23 | Bracia Toguro Yami no shisha! Toguro kyōdai (闇の使者! 戸愚呂兄弟)                                       | 20 marca 1993        |
| 24 | Zabójcza Triada Osoroshiki kyōteki! San kishū (恐ろしき強敵! 三鬼衆)                                     | 27 marca 1993        |
| 25 | Miłosna walka Kuwabary Moero Kuwabara! Ai no sokojikara (燃えろ桑原! 愛の底力)                           | 10 kwietnia 1993     |

### Sezon 2: Dark Tournament Saga (1993–94)
| №  | Tytuł | Premiera             |
| -- | --- | -------------------- |
| 26 | Toguro powraca Ankoku bujutsukai e no shōtaisha (暗黒武術会への招待者)                                   | 17 kwietnia 1993     |
| 27 | Rozpoczęcie Mrocznego Turnieju Shi no funede! Jigoku no shima e (死の船出! 地獄の島へ)                   | 24 kwietnia 1993     |
| 28 | Pierwsza walka Chiisana kyōteki! Rinku no higi (小さな強敵! 鈴駒の秘技)                                  | 1 maja 1993          |
| 29 | Krwawe kwiaty Chi no hana o sakasu Kurama! (血の花を咲かす蔵馬!)                                         | 8 maja 1993          |
| 30 | Smok z mrocznego płomienia Mikan no oshigi ensatsu kokuryūha (未完の奥義·炎殺黒龍波)                     | 15 maja 1993         |
| 31 | Pijany wojownik Yoidore senshi! Chū no suiken (よいどれ戦士! 酎の酔拳)                                   | 22 maja 1993         |
| 32 | Walka na ostrzu noża Naifu ejji desu matchi (ナイフエッジデスマッチ)                                     | 29 maja 1993         |
| 33 | Dzień oczekiwania Gekitotsu! Best 8 desorō (激突! ベスト8出そろう)                                       | 5 czerwca 1993       |
| 34 | 0,05% szans na wygraną Shōritsu rei ten rei go pāsento no shitō (勝率0.05%の死闘!)                       | 12 czerwca 1993      |
| 35 | Tożsamość zamaskowanego wojownika Fukumen no shōtai?! Utsukushiki senshi (覆面の正体?! 美しき戦士)       | 19 czerwca 1993      |
| 36 | Zniszczone ambicje: Chrzest światłem Yabō o funsai! Hikari no senrei (野望を粉砕! 光りの洗礼)            | 26 czerwca 1993      |
| 37 | odstępna Drużyna Mashotsukai Yami no shinobi mashōtsukai Team (闇の忍·魔性使いチーム)                    | 3 lipca 1993         |
| 38 | Kurama w opałach: Śmiercionośny makijaż Kurama muzan! Shi no keshō (蔵馬無惨! 死の化粧)                  | 10 lipca 1993        |
| 39 | Unicestwienie: Żelazna pięść Yusuke Funsai! Yūsuke ikari no tekken (粉砕! 幽助怒りの鉄拳)                | 17 lipca 1993        |
| 40 | Jin, władca wiatru Kazetsukai Jin! Arashi no kuchūsen (風使い陣! 嵐の空中戦)                             | 24 lipca 1993        |
| 41 | Reikodan: Nieoczekiwane rozwiązanie Reikōdan! Igai Na ketchaku?! (霊光弾! 意外な決着?!)                  | 31 lipca 1993        |
| 42 | Kwestia miłości i śmierci Kesshi no Kuwabara! Ai no totsugeki (決死の桑原! 愛の突撃)                     | 7 sierpnia 1993      |
| 43 | Srogie oblicze zamaskowanej zawodniczki Fukumen senshi no kubishiki sugao (覆面戦士の厳しき素顔)         | 14 sierpnia 1993     |
| 44 | Ostateczny sprawdzian Genkai kara no saidai no shiren (幻海からの最大の試練)                             | 21 sierpnia 1993     |
| 45 | Hiei w natarciu Hiei rensen! Ute kokuryūha! (飛影連戦! 撃て黒龍波!)                                      | 28 sierpnia 1993     |
| 46 | Transformacje Kuro Momotaro Senritsu! Kuromomotarō no henshin (戦慄! 黒桃太郎の変身)                     | 4 września 1993      |
| 47 | Legendarny bandyta: Yoko Kurama Densetsu no tōsoku! Yōko Kurama (伝説の盗賊! 妖狐·蔵馬)                  | 11 września 1993     |
| 48 | Peleryna śmierci Yami item shide no hagoromo (闇アイテム·死出の羽衣)                                     | 18 września 1993     |
| 49 | Siła Genkai Nokosareta chikara! Genkai no shitō (残された力! 幻海の死闘)                                 | 25 września 1993     |
| 50 | Wyzwanie Suzukiego Matōka Suzuki no chōsen (魔闘家·鈴木の挑戦!)                                          | 2 października 1993  |
| 51 | Wyzwanie Suzukiego Shukumei no taiketsu! Toguro no kage (宿命の対決! 戸愚呂の影)                         | 9 października 1993  |
| 52 | Upadek Genkai: Rozstrzygnięcie po 50 latach Genkai chiru! 50 nen me no ketchaku (幻海散る! 50年目の決着) | 16 października 1993 |
| 53 | Przezwyciężyć smutek Arashi no mae! Kanashimi o koete (嵐の前! 悲しみを越えて)                           | 23 października 1993 |
| 54 | Początek końca Haran no kesshō sen kaishi! (波瀾の決勝戦開始!)                                           | 30 października 1993 |
| 55 | Przebudzenie demona Bakuretsu! Mezameta yōko (爆烈! 目覚めた妖狐)                                        | 6 listopada 1993     |
| 56 | Magia Yoko Kesshi no Kurama! Saigo no shudan (決死の蔵馬! 最後の手段)                                    | 13 listopada 1993    |
| 57 | Pod zbroją Buiego Kyōi! Yoroi o hazushita bui (脅威! 鎧を外した武威)                                     | 20 listopada 1993    |
| 58 | Władający smokiem Kyūkyoku ōgi! Hoero kokuryūha (究極奥義! ほえろ黒龍波)                                 | 27 listopada 1993    |
| 59 | Cień starszego brata Toguro Toguro ani no bukimi na kage (戸愚呂兄の不気味な影)                          | 4 grudnia 1993       |
| 60 | Propozycja Sakyo Ikari bakuhatsu! Kuwabara no hangeki (怒り爆発! 桑原の反撃)                             | 11 grudnia 1993      |
| 61 | Yusuke kontra Toguro Shukumei no taiketsu! Arashi no taishōsen kaishi (宿命の対決! 嵐の大将戦開始)       | 18 grudnia 1993      |
| 62 | Pełna moc Toguro Toguro hyaku pāsento no kyōfu! (戸愚呂100%の恐怖!)                                      | 25 grudnia 1993      |
| 63 | Czarna rozpacz Yusuke Yūsuke! Genkai e no kanashii shiren (幽助! 限界への悲しい試練)                     | 8 stycznia 1994      |
| 64 | Życzenie Toguro Shitō ketchaku! Saigo no furu pawā (死闘決着! 最後のフルパワー)                          | 15 stycznia 1994     |
| 65 | Burzliwe zakończenie Tōgijō to tomoni kieru yabō (闘技場と共に消える野望)                                | 22 stycznia 1994     |
| 66 | Życzenie Toguro Toguro no tsugunai. Ichiban no nozomi (戸愚呂の償い・一番の望み)                         | 29 stycznia 1994     |

### Sezon 3: Chapter Black Saga (1994)
| №  | Tytuł                                                                                       | Premiera         |
| -- | ------------------------------------------------------------------------------------------- | ---------------- |
| 67 | Powrót do świata żywych Aratanaru purorōgu (新たなるプロローグ)                             | 5 lutego 1994    |
| 68 | Zastawianie pułapki Yon jigen yashiki ni hisomu wana (四次元屋敷にひそむ罠)                 | 12 lutego 1994   |
| 69 | Moc tabu Kinku no pawā! Kurama no zunō (禁句のパワー! 蔵馬の頭脳)                           | 19 lutego 1994   |
| 70 | Podstęp Genkai Osorubeki shinjitsu! Arata na nazo (恐るべき真実! 新たな謎)                  | 26 lutego 1994   |
| 71 | Tunel Semari kuru kyōfu! Makai no tobira (迫り来る恐怖! 魔界の扉)                           | 5 marca 1994     |
| 72 | Czytelnik Makai no shisha! Shichinin no teki (魔界の使者! 七人の敵)                         | 12 marca 1994    |
| 73 | Choroba Doktora Shinobiyoru dokutā no ma no te (忍び寄るドクターの魔の手)                   | 19 marca 1994    |
| 74 | Dobranoc, Doktorze Teritorī o uchi yabure!! (テリトリーを打ちやぶれ!!)                      | 26 marca 1994    |
| 75 | Złapany w deszczu Shīman. Ame ni hisomu wana (シーマン・雨に潜む罠)                         | 2 kwietnia 1994  |
| 76 | Przebudzenie Kuwabary Kuwabara fukkatsu?! Mezameta chikara (桑原復活?! 目覚めた力)          | 9 kwietnia 1994  |
| 77 | Upadek Sensuia Reikai tantei no kuroi kako (霊界探偵の黒い過去)                             | 16 kwietnia 1994 |
| 78 | Podział i podbój Shutsugeki! Dāku enjeru (出撃! ダークエンジェル)                           | 23 kwietnia 1994 |
| 79 | Ludzki wyścig Yūsuke gekisō! Kuwabara o sukue! (幽助激走! 桑原を救え!)                      | 30 kwietnia 1994 |
| 80 | Ruchomy cel Hagiri no hyōteki! Shimonjūjihan (刃霧の標的! 死紋十字斑)                       | 7 maja 1994      |
| 81 | Niech rozpocznie się gra Dōkutsu no naka no gēmu wārudo (洞窟の中のゲームワールド)          | 14 maja 1994     |
| 82 | Gdybyś mógł grać bez końca Gēmu masutā kyōi no jitsuryoku (ゲームマスター脅威の実力)        | 21 maja 1994     |
| 83 | Koniec gry Nokosareta shudan! Kurama no ketsudan (残された手段! 蔵馬の決断)                 | 28 maja 1994     |
| 84 | Gniew Kuramy, gość Smakosza Kurama no ikari! Shōtai wa dare da?! (蔵馬の怒り! 正体は誰だ?!) | 4 czerwca 1994   |
| 85 | Starcie detektywów dusz Reikai tantei. Shukumei no ikkiuchi (霊界探偵・宿命の一騎討ち)      | 11 czerwca 1994  |
| 86 | Człowiek-zmiana Yūsuke kusen! Ketteiteki na sa (幽助苦戦! 決定的な差)                       | 18 czerwca 1994  |
| 87 | Pozostała moc Koenma. Kakugo no mafūkan! (コエンマ・覚悟の魔封環!)                          | 25 czerwca 1994  |
| 88 | Prawdziwe oblicze Sensuia Sensui. Tokihanatareta seikōki (仙水・解き放たれた聖光気)         | 2 lipca 1994     |
| 89 | Śmierć detektywa dusz Yokan! Subete ga tomaru toki (予感! 全てが止まる時)                   | 9 lipca 1994     |
| 90 | Próba zemsty Tomo no ishi o tsuge! (友の意志を継げ!)                                        | 16 lipca 1994    |
| 91 | Przebudzenie zagubionego Kakusei no toki! Batoru futatabi (覚醒の時! バトル再び)            | 23 lipca 1994    |
| 92 | Dowód Kyūkyoku no tatakai! Mazoku no akashi (究極の戦い! 魔族の証)                          | 30 lipca 1994    |
| 93 | Koniec Sensuia Ketchaku! Makai no shitō! (決着! 魔界の死闘!)                                | 6 sierpnia 1994  |
| 94 | Być górą Epirōgu! Ashita e! (エピローグ! 明日へ!)                                           | 13 sierpnia 1994 |

### Sezon 4: Three Kings Saga (1994)
| №   | Tytuł                                                                                 | Premiera             |
| --- | ------------------------------------------------------------------------------------- | -------------------- |
| 95  | Przeznaczenie Yusuke Yūsuke no unmei. Kiken no ashioto (幽助の運命・危険の足音)       | 20 sierpnia 1994     |
| 96  | Trzech obcych, trzech króli Yami no hōmonsha. Fukamaru nazo (闇の訪問者・深まる謎)    | 27 sierpnia 1994     |
| 97  | Opuszczam świat żywych Wakare. Sorezore no tabidachi (別れ・それぞれの旅立ち)         | 3 września 1994      |
| 98  | Powrót do Królestwa demonów Makai e! Chichi to no taimen (魔界へ! 父との対面)         | 10 września 1994     |
| 99  | Przeszłość nie daje spokoju Wasure e nu kioku. Tanjō no toki (忘れ得ぬ記憶・誕生の時) | 17 września 1994     |
| 100 | Tajemnica Jagana Akasareru jagan no himitsu (明かされる邪眼の秘密)                    | 24 września 1994     |
| 101 | Spotkanie bandytów Makai tōzoku. Sennen me no saikai (魔界盗賊・千年目の再会)         | 1 października 1994  |
| 102 | Konflikt tożsamości Yōko henka! Shinobiyoru satsui (妖狐変化! 忍び寄る殺意)           | 8 października 1994  |
| 103 | Spadek Chichi no yuigon. Tōi hi no omoi (父の遺言・遠い日の想い)                      | 15 października 1994 |
| 104 | Każdy demon walczy sam Igai na teian. Makai no hendō (意外な提案・魔界の変動)         | 22 października 1994 |
| 105 | Eliminacje Makai taisen. Yosen kaishi! (魔界大戦・予選開始!)                          | 29 października 1994 |
| 106 | Walka ojca z synem Tatakau oyako! Yomi to shura (闘う親子! 黄泉と修羅)                | 5 listopada 1994     |
| 107 | Turniej Królestwa Demonów Gekitō! Yume ni kaketa otoko tachi (激闘! 夢に賭けた男たち) | 12 listopada 1994    |
| 108 | Żegnaj, Kuramo Kurama, kako to no ketsubetsu (蔵馬, 過去との決別)                     | 19 listopada 1994    |
| 109 | Miłość i wojna Taiketsu! Hiei to mukuro (対決! 飛影とムクロ)                          | 26 listopada 1994    |
| 110 | Powód do walki Ore no chikara. Kore ga subete da! (俺の力・これが全てだ!)             | 3 grudnia 1994       |
| 111 | Zakończenie Ketchaku! Gekitō no hate ni (決着! 激闘の果てに)                          | 10 grudnia 1994      |
| 112 | Ku przyszłości Fōebā! YūYūHakusho (フォーエバー!幽遊白書)                             | 17 grudnia 1994      |